# Husillos (kommunhuvudort)
Husillos är en kommunhuvudort i Spanien.   Den ligger i provinsen Provincia de Palencia och regionen Kastilien och Leon, i den centrala delen av landet, 200 km norr om huvudstaden Madrid. Husillos ligger 744 meter över havet och antalet invånare är 200.
Terrängen runt Husillos är platt. Runt Husillos är det mycket glesbefolkat, med 7 invånare per kvadratkilometer. Närmaste större samhälle är Palencia, 9,0 km söder om Husillos. Trakten runt Husillos består till största delen av jordbruksmark.